# Karl-August von Sachsen-Weimar-Eisenach

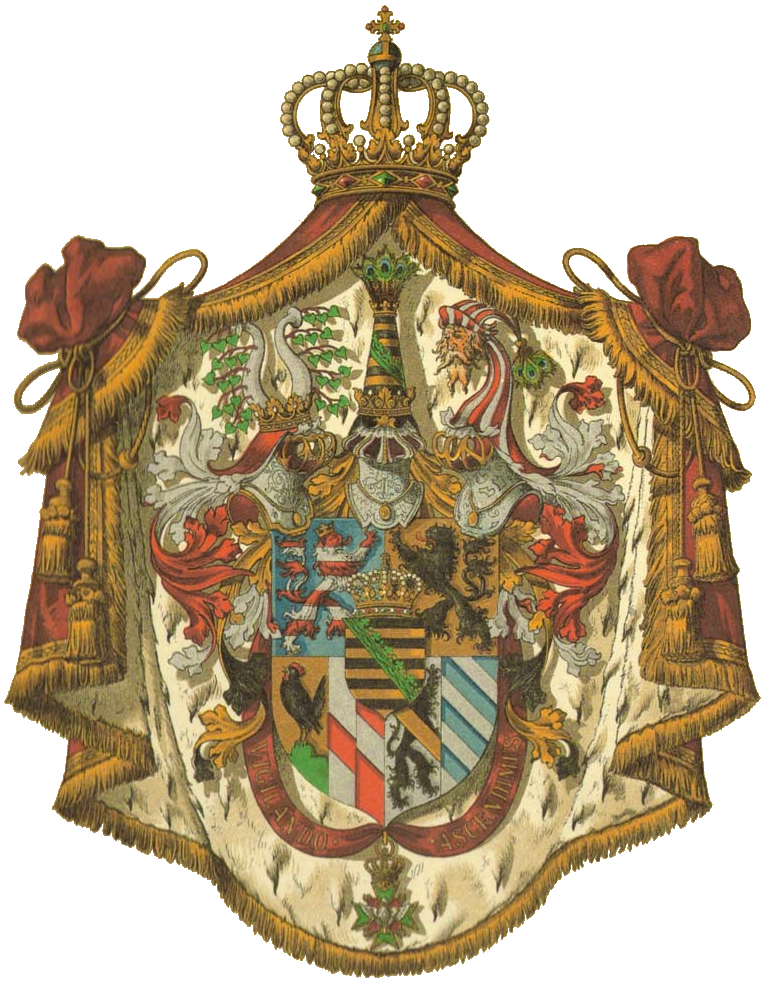
Wappen des ehemaligen Großherzogtums Sachsen-Weimar-Eisenach

Karl-August Wilhelm Ernst Friedrich Georg Johann Albrecht von Sachsen-Weimar-Eisenach (teilweise auch gelistet als Carl-August mit und ohne Bindestrich; * 28. Juli 1912 in Wilhelmsthal; † 14. Oktober 1988 in Schienen am Bodensee) war von 1912 bis 1918 der letzte Erbgroßherzog von Sachsen-Weimar-Eisenach und Herzog zu Sachsen.

## Leben
Karl August wurde als Sohn des letzten Großherzogs Wilhelm Ernst von Sachsen-Weimar-Eisenach (1876–1923) aus dessen zweiter Ehe mit Feodora, Prinzessin von Sachsen-Meiningen (1890–1972), Tochter des Prinzen Friedrich von Sachsen-Meiningen, geboren. Sein Pate wurde u. a. der Landtagspräsident Alfred Appelius.
Am 4. Oktober 1944 heiratete er Elisabeth Freiin von Wangenheim-Winterstein (1912–2010), Tochter des kgl. preußischen Kammerherrn Othmar Freiherr von Wangenheim. Das Paar lebte auf der Wartburg, später auf dem Wangenheim’schen Schloss Behringen.
Karl August war Offizier in der Wehrmacht und diente in einem Panzerregiment. Im Juni 1945 flüchtete er mit seiner Familie nach Westdeutschland, kurz bevor die Rote Armee die US-Besatzung in Thüringen ablöste. Karl August von Sachsen-Weimar-Eisenach starb am 14. Oktober 1988 in Schienen am Bodensee, ohne je wieder in seine Heimat zurückgekehrt zu sein.

## Nachkommen
Karl August und Elisabeth hatten zwei Töchter und einen Sohn:
- Elisabeth Sophie (* 1945)
- Michael-Benedikt (* 1946)
- Beatrice-Maria (* 1948)